# Амжеронка
Амжеронка — река в России, протекает по Ульяновскому району Калужской области. Правый приток Жиздры.

## География
Река Амжеронка берёт начало западнее деревни Дубна. Течёт на северо-восток. Впадает в реку Жиздра ниже деревни Полошково. Устье реки находится в 106 км от устья Жиздры. Длина реки составляет 15 км, площадь водосборного бассейна — 43,4 км².

## Данные водного реестра
По данным государственного водного реестра России относится к Окскому бассейновому округу, водохозяйственный участок реки — Ока от города Белёв до города Калуга, без рек Упа и Угра, речной подбассейн реки — бассейны притоков Оки до впадения Мокши. Речной бассейн реки — Ока.
Код объекта в государственном водном реестре — 09010100512110000019975.